# Rezolucija Vijeća sigurnosti UN-a 824
Rezolucijom 824 Vijeća sigurnosti Ujedinjenih naroda, jednoglasno usvojenom 6. svibnja 1993., nakon razmatranja izvješća glavnog tajnika Butrosa Butrosa-Galija u skladu s Rezolucijom 819 (1993.), vijeće je raspravljalo o tretiranju određenih gradova i okolice kao "sigurnih područja" u Bosni i Hercegovini.
Ponovno je osuđena praksa etničkog čišćenja i opstrukcija humanitarne pomoći pogođenim područjima, dok je Vijeće izrazilo zabrinutost zbog velikog raseljavanja ljudi u regiji. Napadi paravojnih postrojbi bosanskih Srba na nekoliko bosanskih gradova također su izazvali zabrinutost Vijeća sigurnosti. Ukazano je na jedinstveni karakter grada Sarajeva kao multikulturalnog, multietničkog i plurireligijskog središta koje je primjer održivosti suživota i međuodnosa svih zajednica u Bosni i Hercegovini, te potrebe njegovog očuvanja i izbjegavanja njegove daljnje uništavanje
Djelujući prema Poglavlju VII Povelje Ujedinjenih naroda i podsjećajući na odredbe Rezolucije 815 (1993.) o mandatu Zaštitnih snaga Ujedinjenih naroda (UNPROFOR), rezolucija je zahtijevala da se prestane s otimanjem teritorija silom. Također je proglasio da se Sarajevo, Tuzla, Žepa, Goražde, Bihać, kao i Srebrenica, tretiraju kao sigurne zone od strane svih zainteresiranih strana, bez neprijateljskih napada. Vijeće je također zahtijevalo da napadi prestanu i da se snage bosanskih Srba povuku, te da se omogući nesmetan pristup UNPROFOR-u i međunarodnim organizacijama. Međutim, nije bilo spomena o mjerama izvršenja ako se odredbe ne provode.
Snaga UNPROFOR-a povećana je za dodatnih 50 vojnih promatrača zajedno s vojnom opremom i logističkom potporom, zahtijevajući da sve strane surađuju s mirovnim snagama. Također je od glavnog tajnika zatraženo da prati humanitarnu situaciju u Bosni i Hercegovini.
Rezolucija 824 zaključena je objavom da će se poduzeti daljnje mjere ako bilo koja strana ne provede sadašnju rezoluciju i da će odredbe sadašnje rezolucije ostati na snazi sve dok neprijateljstva ne prestanu, trupe se razdvoje i nadzor teškog naoružanja ne bude uveden.

## Vanjske poveznice
| Wikizvor | Engleski Wikizvor ima izvorni tekst na temu: United Nations Security Council Resolution 824 |

- Text of the Resolution at undocs.org